# Дубровское сельское поселение (Челябинская область)
Дубро́вское се́льское поселе́ние — муниципальное образование в Красноармейском районе Челябинской области Российской Федерации. В рамках административно-территориального устройства муниципальное образование  соответствует административно-территориальной единице Дубровский сельсовет.
Административный центр — посёлок Дубровка.

## История
Статус и границы сельского поселения установлены Законом Челябинской области от 9 июля 2004 года № 243-ЗО «О статусе и границах Красноармейского муниципального района и сельских поселений в его составе»

## Население
| 2002  | 2010  | 2011  | 2012  | 2013  | 2014  | 2015  |
| ----- | ----- | ----- | ----- | ----- | ----- | ----- |
| 1444  | ↗1481 | ↗1486 | ↗1488 | ↗1497 | ↘1473 | ↘1410 |
| 2016  | 2017  | 2018  | 2019  | 2020  | 2021  |       |
| ↗1416 | ↗1430 | ↘1397 | ↘1393 | ↘1382 | ↘1276 |       |

## Состав сельского поселения
| № | Населённый пункт | Тип населённого пункта          | Население |
| - | ---------------- | ------------------------------- | --------- |
| 1 | Дубровка         | посёлок, административный центр | ↘1430     |
| 2 | Малиновка        | посёлок                         | ↘0        |
| 3 | Разъезд № 6      | посёлок                         | ↘51       |